# Sven Kulle
Sven Servatius Kulle, född 13 maj 1860 i Lund,  död 6 februari 1945 i Stockholm, var en svensk medaljgravör och myntgravör. Han var bror till Jakob Kulle och Axel Kulle. 
Kulle lärde sig gravöryrket av Adolf Lindberg 1876–1887 medan han arbetade i Lindbergs ateljé. Han bedrev studier vid Konstakademiens principskola 1876–1878. Efter att han tillägnat sig yrkeskunnighet förmedlade Lindberg en anställning för Kulle vid Paulin Tassets ateljé i Paris, där han även fick möjlighet att studera vid École Nationale des Arts Décoratifs. Han inrättade en egen ateljé i Paris 1891 där bland annat Svante Nilsson var anställd. Han återvände till Sverige 1901 och startade en ateljé där han bland annat skapade mynt för Monaco, Abessinien och Guatemala.
Bland hans mest kända medaljer finns Lunds universitets 250-årsjubileum och ett medaljporträtt av Edvard Brändström. Han har även utfört medaljporträtt av bland andra Otto Samson, Hjalmar Wallgren och Johan Casimir de la Gardie. Bland andra kända verk av Kulle märks Oskar II:s jubileumsmedalj 1898, en porträttmedalj över Pontus Fürstenberg med maka samt mynten för Monaco, Abessinien och Guatemala. Kulle finns representerad vid bland annat Nationalmuseum i Stockholm.

## Bildgalleri

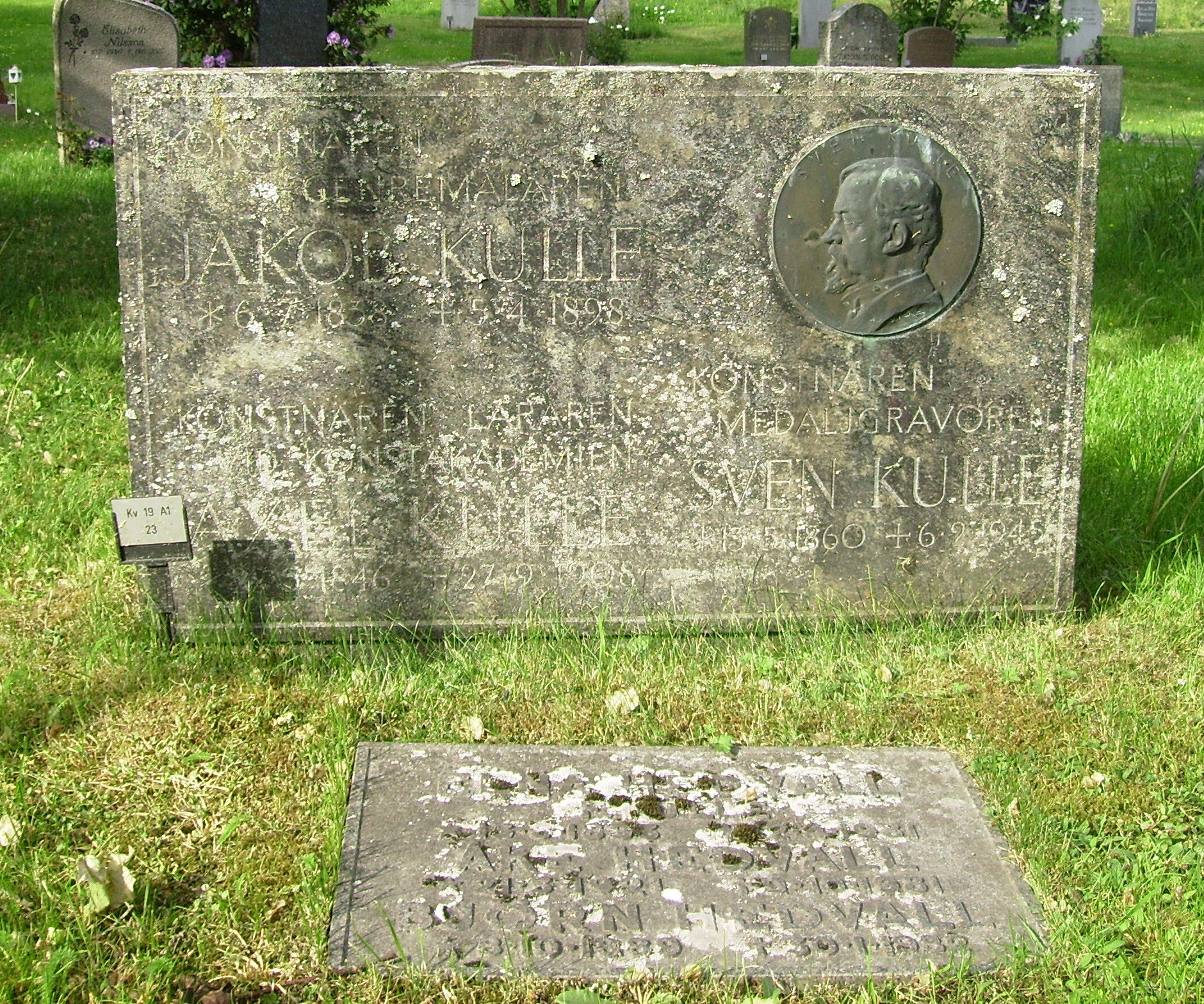
Kulles gravvård på Norra begravningsplatsen i Solna.
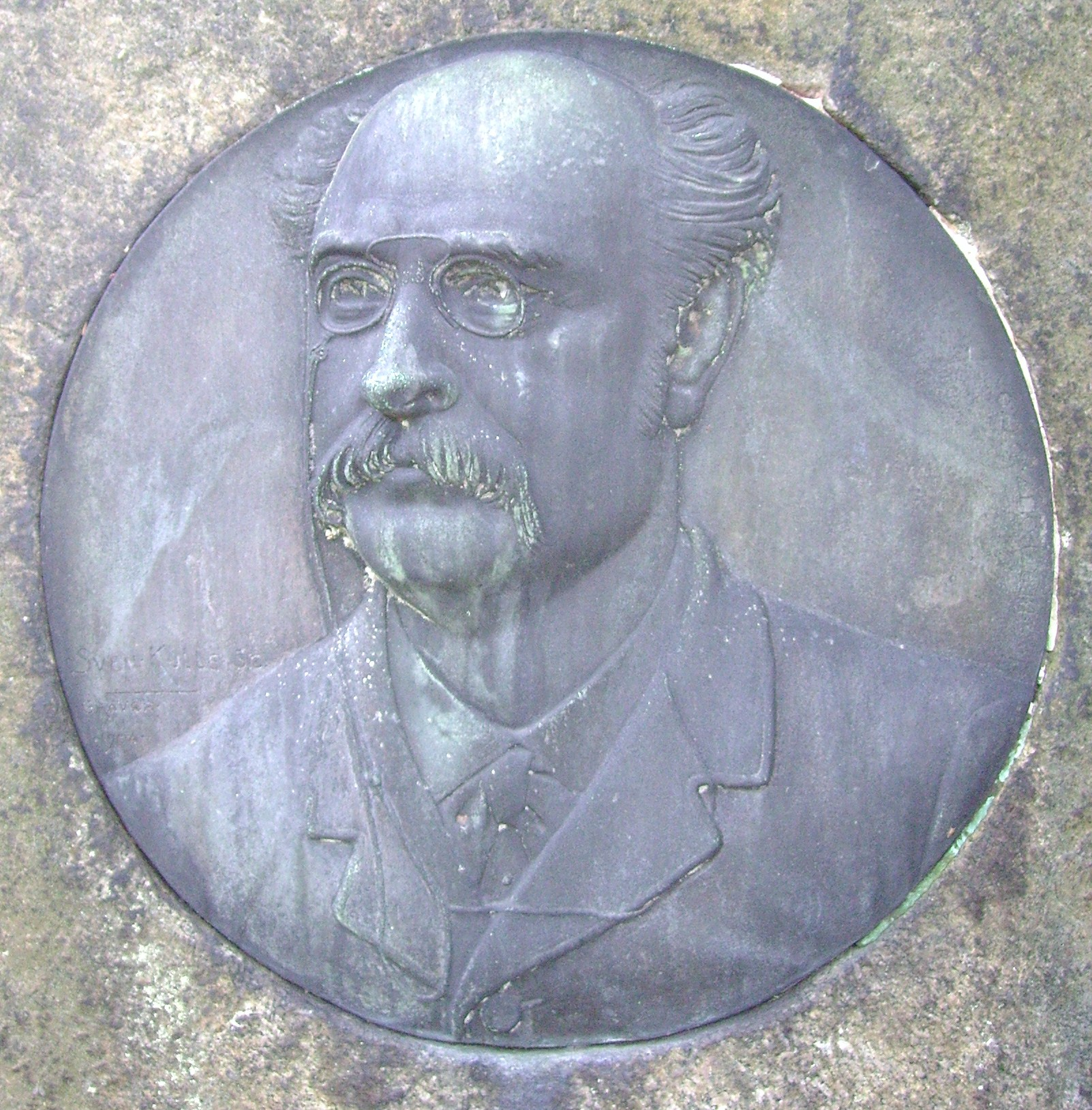
Gravvård för Johan Gustaf Björklund